# Ферґі
Сте́йсі А́нна Фе́рґюсон (англ. Stacy Ann Ferguson; нар. 27 березня 1975), відома як Ферґі Демел — американська поп-, R&B-співачка, авторка пісень, музикантка, композиторка, танцюристка, акторка та підприємиця. Солістка хіп-хоп / попгурту The Black Eyed Peas. Одночасно виступає самостійно, випустивши дебютний альбом «The Dutchess» у 2006 році, який увірвався на вершину хіт-парадів попмузики (5 топових хітів в альбомі).

## Життєпис
Народилася в сім'ї Террі Ґор та Патріка Ферґюсона — римо-католицьких шкільних вчителя та вчительки ірландсько-шотландсько-мексиканського походження. Мала суворе римо-католицьке виховання в дитинстві, проте в юності на знак протесту брала участь у численних бандах за місцем проживання в Асьєнді. У цей же час познайомилася з наркотиками, до яких не призвичаїлася.

## Особисте життя
В 2009 році одружилася з актором Джошем Демелом, здійснила камінг-аут як бісексуалка. 29 серпня 2013 року народила сина, Axl Jack Duhamel.

## Творчість
Після успішної участі в гурті «The Black Eyed Peas» Ферґі випустила дебютний альбом «The Dutchess» 19 вересня 2006 року, який відразу потрапив до поп-десятки (стиль виконання пісень не дуже відрізняється від стилю гурту «The Black Eyed Peas»).
П'ять пісень з альбому The Dutchess стали хітами: «London Bridge», «Glamorous», «Big Girls Don't Cry», «Fergalicious» та «Clumsy».
З точки зору культурології, найбільшого значення мають хіти Ферґі «Glamorous» та «Clumsy». У них співачка напівжартома виступає в ролі світової «гламурної принцеси». Проте на відміну від більшості активних учасниць «гламурного процесу», таких як Брітні Спірс, Періс Гілтон тощо, що цілком серйозно живуть у гламурі, Ферґі в першу чергу піджартовує над гламурним життям, постійно зберігаючи критичність.